# 君が泣ける場所になる
「君が泣ける場所になる」（きみがなけるばしょになる）は2005年（平成17年）10月19日に発売された郷ひろみ86作目のシングル。

## 解説
3曲目「Don't Lie To Me」は、アルバム『Winter Mood』には日本語詞ヴァージョンが収録された。

## 収録曲
全曲　編曲:Miklos Malek
1. 君が泣ける場所になる（4分16秒）
  - 作詞:谷藤律子／作曲:望月衛介
2. いま、ここにいる理由（4分22秒）
  - 作詞:Kenn Kato／作曲:林浩司
3. Don't Lie To Me〜English version〜（3分40秒）
  - 作詞・作曲：Ty Lacy、Sam Watters、Louis Biancaniello
4. 君が泣ける場所になる（インストゥルメンタル）